# Reichsgau de Dánzig-Prusia Occidental
El reichsgau de Dánzig-Prusia Occidental (en alemán: reichsgau Danzig-Westpreussen) fue una provincia nazi alemana creada el 8 de octubre de 1939 a partir del territorio anexado de la Ciudad Libre de Dánzig, el gran voivodato de Pomerania (Corredor Polaco) y el regierungsbezirk de Prusia Occidental del gau Prusia Oriental. Antes del 2 de noviembre de 1939, el reichsgau se llamaba reichsgau Prusia Occidental. Aunque el nombre se asemejaba a la provincia prusiana de Prusia occidental, anterior a 1920, el territorio no era idéntico. En contraste con la antigua provincia prusiana, el reichsgau comprendía la región de Bromberg (Bydgoszcz) en el sur y carecía de la región de Deutsch-Krone (Wałcz) en el oeste.
La capital de la provincia era Dánzig (Gdansk) y su población sin la ciudad era 1.487.452 (en 1939). El área de la provincia era de 26.056 km², de los cuales 21.237 km² estaban anexados a territorio de Dánzig y Pomerelian. Durante su corta existencia, los polacos y los judíos que vivían en esta zona fueron sometidos por la Alemania nazi al exterminio como "subhumanos".

## Historia
La provincia prusiana de Prusia Occidental creada a partir del territorio polaco anexado por Prusia en las particiones de Polonia se disolvió en 1920, tras el Tratado de Versalles. La mayor parte habitada por mayoría polaca se convirtió en parte de la recientemente establecida Segunda República de Polonia y se administró como voivodía de Pomerania (Corredor polaco). Los restos orientales de la Prusia Occidental Alemana se unieron a la Provincia de Prusia Oriental como Regierungsbezirk de Prusia Occidental - un Regierungsbezirk ("región gubernamental") es una subunidad administrativa alemana de una provincia (Provinz) que comprende varios condados (Kreise). Los restos occidentales de la Prusia Occidental alemana se fusionaron con los restos alemanes de la antigua Provincia de Posen y se hizo una nueva provincia, Posen-Prusia Occidental.
Después de que los nazis llegaran al poder en Alemania, reformaron el sistema administrativo transformando las antiguas provincias y estados alemanes en su sistema denominado Gau en 1935 como parte de su política Gleichschaltung.
En 1938, se disolvió la provincia de Posen-Prusia y el antiguo territorio de Prusia Occidental se unió al Gau Pomerania alemán. También en 1938, el voivodato polaco de Pomerania se expandió hacia el sur para abarcar la región de Bydgoszcz. El voivodato de Pomerania ampliado resultante se llamó voivodato de Gran Pomerania (Wielkopomorskie).
Cuando la Alemania nazi invadió Polonia en septiembre de 1939, este voivodato de Gran Pomerania se convirtió en el distrito militar alemán de "Prusia Occidental", y por decreto, el 8 de octubre se unieron la Ciudad Libre de Dánzig y el Regierungsbezirk de Prusia Occidental para formar el reichsgau Prusia Occidental. Los restos occidentales permanecieron en el exterior y continuaron siendo administrados por el Gau Pomerania alemán como Regierungsbezirk Grenzmark Posen-Prusia Occidental según la reforma de 1938, mientras que la región de Bromberg (Bydogoszcz) permaneció en el reichsgau Prusia Occidental y no estaba vinculada al reichsgau Posen, posteriormente "Warthegau". La designación reichsgau en lugar de un solo Gau indica que la provincia consistía principalmente en un territorio anexionado. Un gauleiter de un reichsgau también se tituló reichsstatthalter. Otros reichsgaue fueron, por ejemplo, reichsgau de Wartheland y reichsgau de los Sudetes.

## Población
El reichsgau era muy heterogéneo, como el territorio, que comprendía el territorio del Dánzig de la preguerra (completamente), de Alemania (Región del Gobierno de Prusia Occidental) y de Polonia (aproximadamente el voivodato de Pomerania), la población ascendió a 2.179.000 en total, con 1.494.000 de ciudadanos polacos de origen étnico, 408.000 ciudadanos gedanenses de origen étnico principalmente alemán y 277.000 ciudadanos alemanes de origen étnico principalmente alemán. Los ocupantes alemanes consideraron la ciudadanía gedanense y polaca como nulas, debido a la abolición de facto de estos dos estados. A los gedanenses y polacos cristianos de etnia alemana se les concedió la ciudadanía alemana, a los gedanenses judíos y a los polacos judíos se les negó la ciudadanía. En cuanto a los gedanenses cristianos y polacos cristianos de etnia polaca, no fueron aceptados en su mayoría, pero en ciertas circunstancias les fue concedida.

### Exterminio y expulsión de polacos étnicos y judíos por la Alemania nazi
Artículos Principales: Territorios polacos anexionados por la Alemania nazi y Holocausto
La política nazi alemana dirigió al exterminio a la población judía y polaca. Los lugares de asesinatos en masa en la región incluían:
- Campo de concentración de Stutthof donde murieron 85.000 (polacos en su mayoría).
- Piaśnica, lugar de asesinatos en masa de alrededor de 12.000 intelectuales polacos-kashubes locales y otras personas.[6]

La política nazi de exterminar a la población polaca y judía se llevó a cabo en varias fases; la primera fase del exterminio fue en septiembre de 1939. El principal responsable nazi del genocidio llevado a cabo en el voivodato de Pomerania fue el Gauleiter Albert Forster, quien estuvo involucrado en asesinatos en masa y limpieza étnica de judíos y polacos étnicos, mientras que alistaba a ciudadanos polacos percibidos por nazis como descendientes de colonos germánicos como alemanes, a menudo bajo la amenaza de la violencia. Forster declaró personalmente que los polacos debían ser erradicados y declaró: "Tenemos que exterminar a esta nación, desde la cuna".

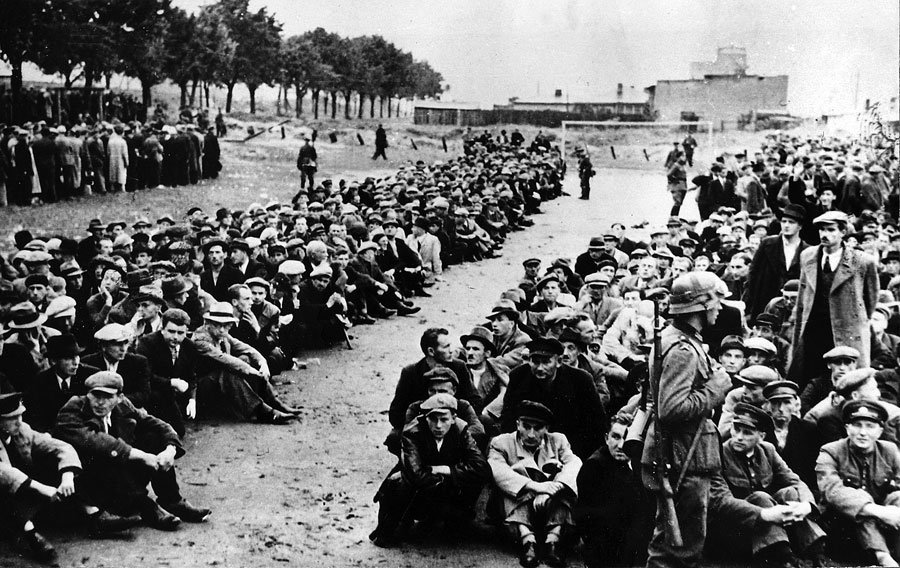
Ciudadanos polacos detenidos durante la limpieza étnica de Gdynia. Septiembre de 1939.

El reichsgau fue el emplazamiento del campo de concentración de Stutthof y sus subcampos, donde más de 85.000 personas fueron ejecutadas o murieron de enfermedad, hambre o maltrato. De los 52.000 judíos que fueron enviados al campamento, solo unos 3.000 sobrevivirían.
Durante el invierno de 1939/40, entre 12.000 y 16.000 personas fueron asesinadas en Piaśnica por el Einsatzkommando 16, unidades del 36.º Regimiento de las SS y miembros de la Selbstschutz, una fuerza de milicianos formada por polacos de etnia alemana. La Selbstschutz local, bajo el mando de Ludolf von Alvensleben, contaba con 17.667 miembros y antes de su disolución en octubre de 1939 había matado a 4.247 personas.
Los judíos no ocuparon un lugar destacado entre las víctimas en Prusia Occidental, ya que la población judía de la zona era pequeña y la mayoría había huido antes de que llegaran los alemanes. Sin embargo, en los lugares donde estaban presentes, fueron expulsados y asesinados en lo que se clasificó como "otras medidas" que simplemente significaba el asesinato. En las áreas donde permanecieron familias o individuos judíos, se proclamó una "situación de vergüenza" y las autoridades nazis esperaban que los Selbstschutz lo remediaran a través de la "acción directa". En agosto de 1943, alrededor de 500 judíos de un campamento en el voivodato de Pomerania fueron enviados a Auschwitz, de los cuales 434 fueron asesinados inmediatamente a su llegada.

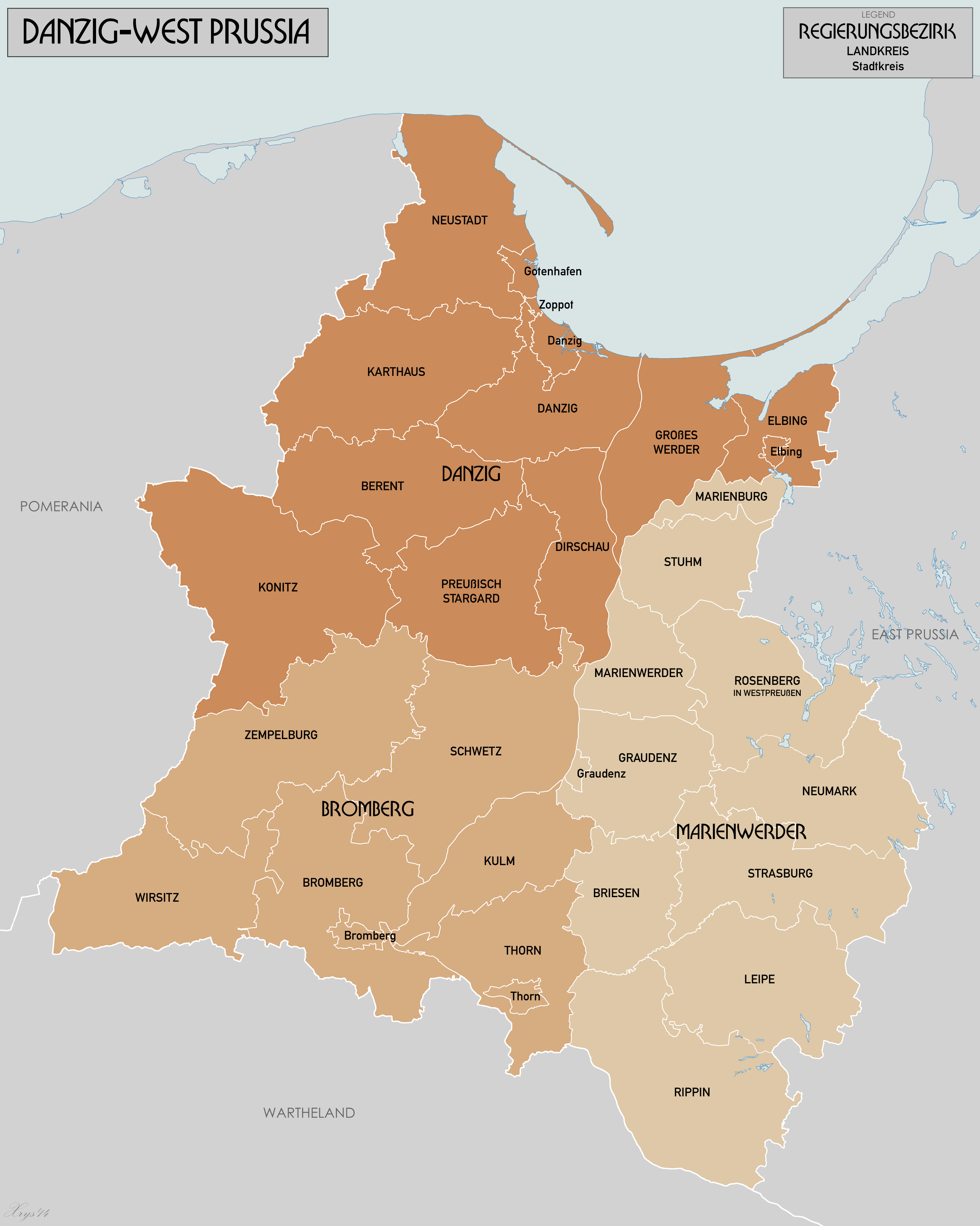
Condados (Regierungsbezirk) y distritos (Kreis), 1944.

Se estima que para el final de la guerra, hasta 60.000 personas fueron asesinadas en la región y hasta 170.000 expulsadas. Aunque otras estimaciones sitúan la cifra de expulsión en alrededor de 35.000 personas, y el propio Forster informó que 87.000 personas habían sido "evacuadas" de la región en febrero de 1940.

## Administración
Dánzig-Prusia Occidental se dividió en tres regiones gubernamentales (Regierungsbezirk), con las capitales de Bromberg, Dánzig y Marienwerder.
En 1939, la Ciudad Libre de Dánzig fue anexionada a Alemania. Después de un breve período de transición, su territorio se convirtió en parte del Regierungsbezirk Danzig restaurado en el reichsgau de Dánzig-Prusia Occidental (la provincia prusiana restaurada de Prusia Occidental) y se dividió en nueve distritos (Kreise):
- Condado de Kościerzyna
- Danzig-Land (rural)

- Ciudad de Danzig-Stadt
- Dirschau
- Elbing-Land (rural)
- Grosses Werder
- Karthaus

- Neustadt

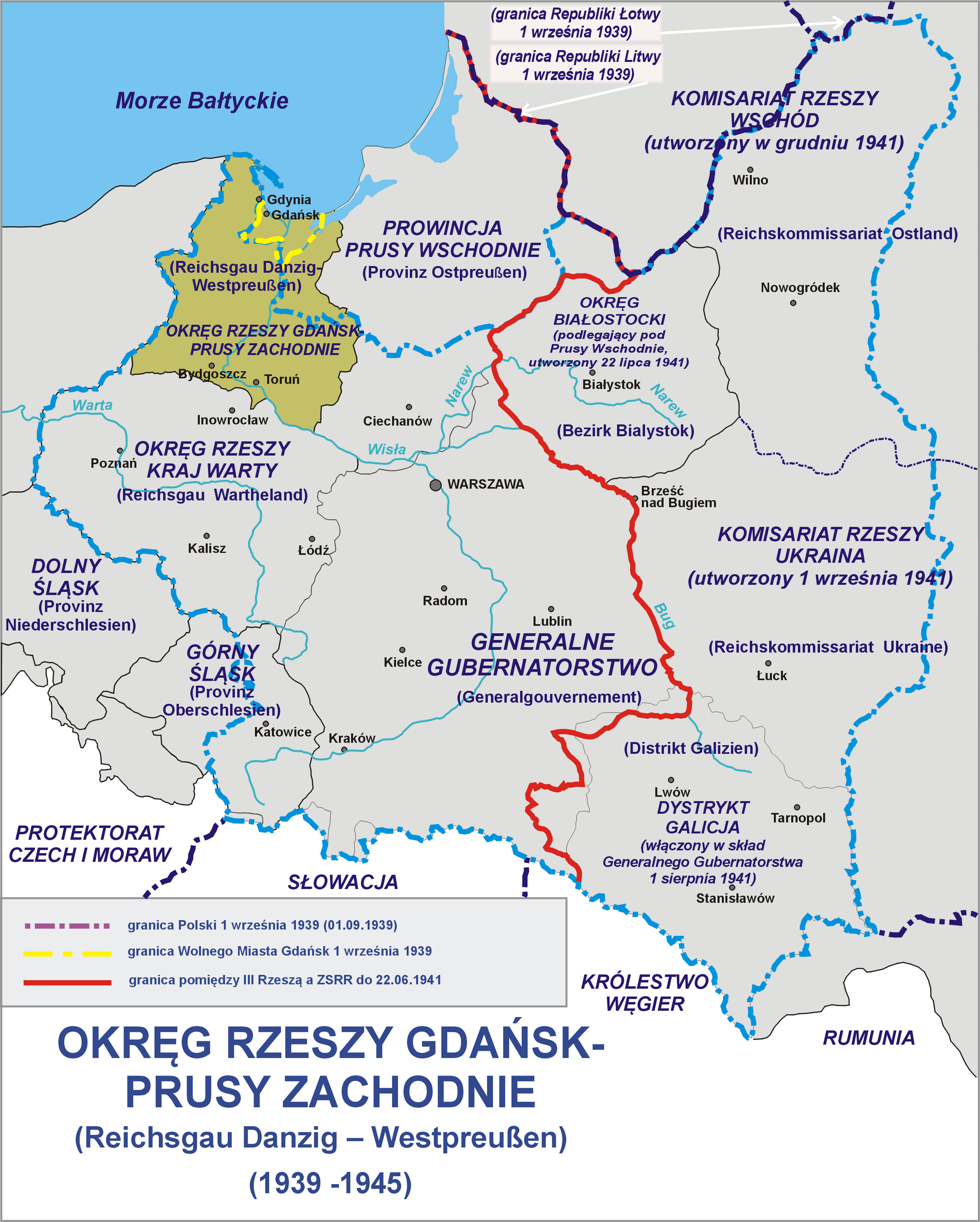
Reichsgau de Dánzig-Prusia Occidental en un mapa de la Segunda República Polaca.

- Condado de la ciudad de Zoppot (separado de Neustadt)

Presidentes/Regierungspräsidenten:
- 1940–1943 – Fritz Hermann
- 1943–1945 – Albert Forster

Como líder del NSDAP de Dánzig, Albert Forster se convirtió en líder de la Administración Civil en Dánzig en 1939 y se mantuvo como el político más poderoso de esta área hasta 1945.

## Posguerra
En marzo de 1945, la región fue capturada por el Ejército Rojo, y el gobernador nazi, Albert Forster, más tarde fue condenado a muerte y ejecutado por crímenes de lesa humanidad. La población alemana (que incluía a colonos en tiempo de guerra, nazis y oficiales militares) huyó o fue expulsada.